# Gollum
Gollum er et hobbit-agtigt væsen i historien om Ringenes Herre.
I filmene af Peter Jackson fra 2001-2003 spilles Gollum af Andy Serkis.
Gollum var oprindelig det hobbit-agtige væsen Sméagol, som blev plaget og misformet af Herskerringen. Ringen forlængede hans liv i unaturlig lang tid. Ringen forvandlede ham ikke til en skygge, da han havde samme store modstandskraft mod ringens ondskab som andre hobbitter, men ødelagde i stedet hans sind. 